# Bart Lemmen
Bart Lemmen (født 14. oktober 1995 i Utrecht) er en cykelrytter fra Holland, der er på kontrakt hos Team Visma | Lease a Bike.